# 普尔 (货币)
普尔（俄语：пул），历史上中亚及周边地区曾使用的一种小额铜币称谓。曾使用普尔钱的有金帐汗国、阿富汗、布哈拉汗国、察合台汗国、浩罕汗国、准噶尔汗国、俄属突厥斯坦、哲德沙尔汗国等。约每50枚普尔钱折合1个腾格；约60枚普尔钱折合1个阿尔滕。如今，普尔仍为阿富汗的辅币单位，每100普尔等于1阿富汗尼。

## 语源
“普尔”一词一说来自于中古波斯语的“*pōl”，由古希臘語“ὀβολός”（obolós，即奧波勒斯）演变而来。
而根据伊万·格奥尔基耶维奇·斯帕斯基的说法，“普尔”一名的起源可以追溯到罗马帝国时期，当时因通货膨胀，硬币被成袋使用，而这种装有特定数量钱币的密封袋在拉丁语中被称为“福利斯”（follis），后演变为一种大型铜币的单位。该单位被拜占庭帝国继承，并进入中东货币体系，如倭马亚哈里发国的“法尔”。现代中东多个国家使用的铜币单位“费尔”也起源于此。

## 金帐汗国
在金帐汗国，官方规定每16枚普尔钱兑换1个dannik钱。普尔钱一般在有人要求用原铜兑换硬币时进行打造。汗王和他们的财政官员长通过发行带有“新普尔”钱文的新硬币来操纵普尔钱的市场价值，同时会宣布其他正在流通的普尔钱不再是合法的交换媒介，庶民必须将老普尔钱换成新普尔钱。尽管普尔钱并没有标准的重量，但新普尔钱一般比老普尔钱重。官方上每个dannik钱仍值16普尔，但它仅仅是象征性的，各地政府会自行规定兑换比率。

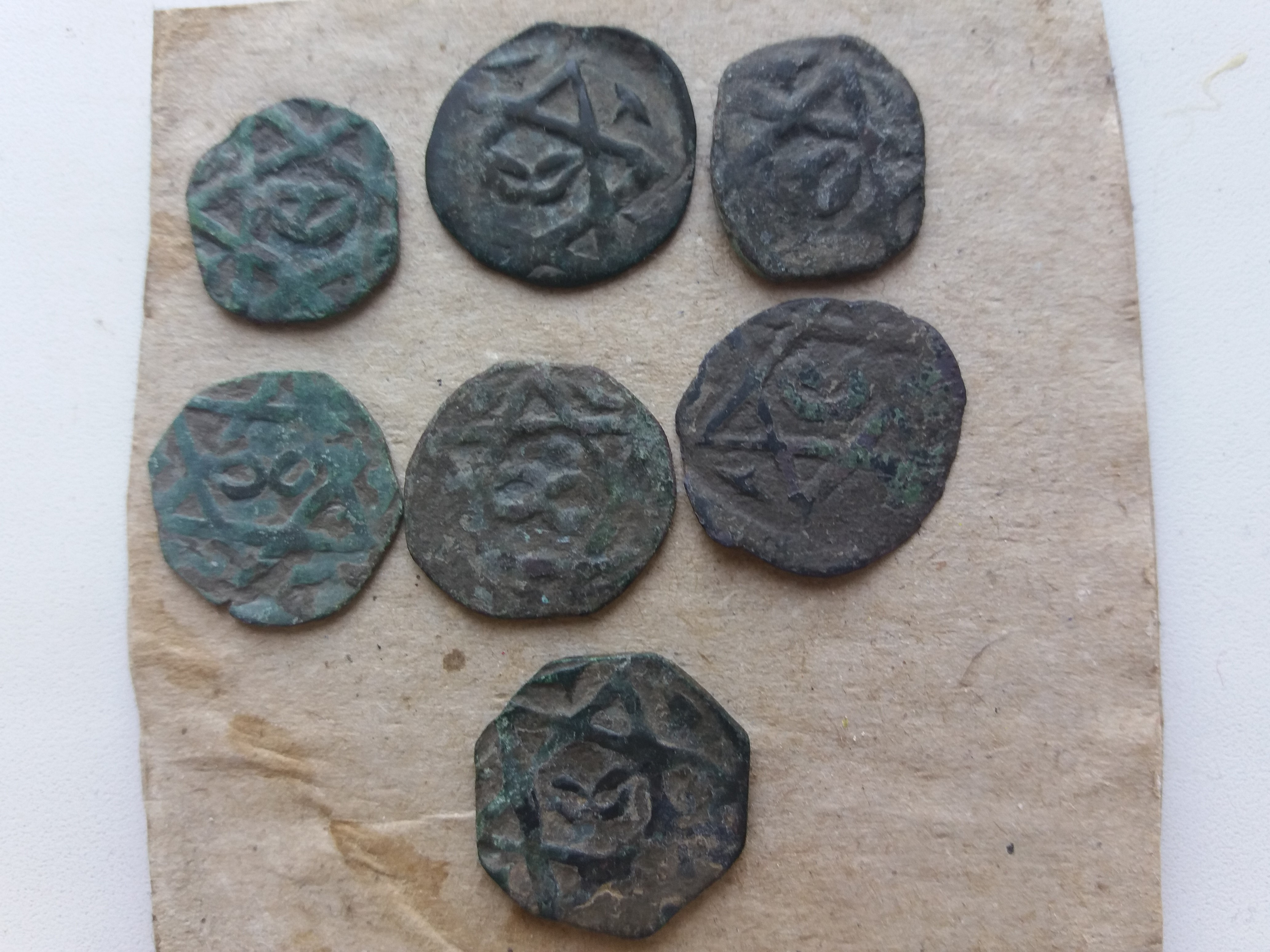
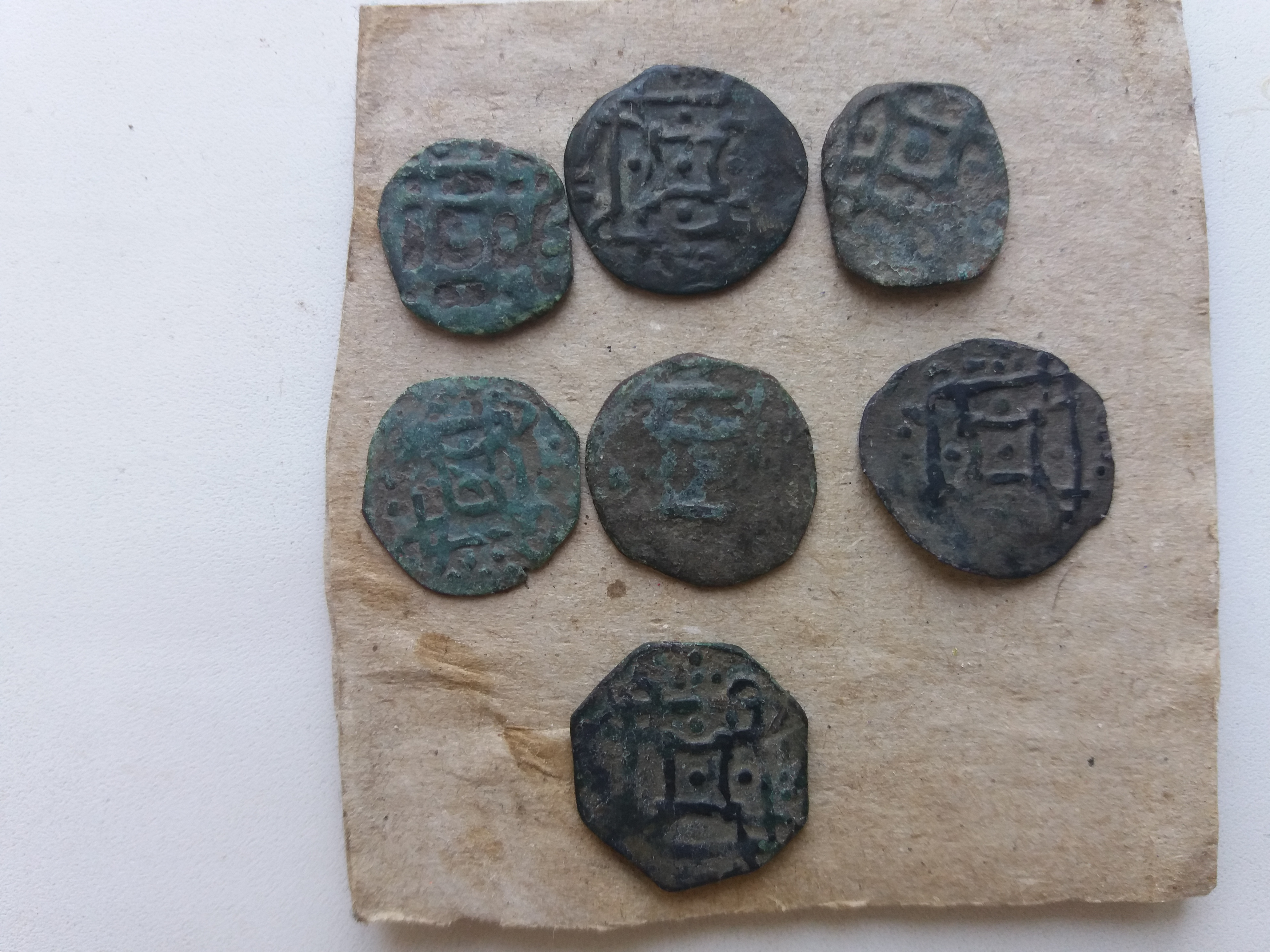

## 俄罗斯
14至16世纪末期，莫斯科大公国曾在莫斯科、科洛姆纳、德米特罗夫、莫扎伊斯克、佩列亚斯拉夫和小亚罗斯拉夫茨等地，下诺夫哥罗德-苏兹达尔大公国曾在下诺夫哥罗德、戈罗杰茨和苏兹达尔等地，特维尔大公国曾在特维尔、戈罗德尼亚、卡申和米库林等地制造普尔钱，钱上压有“莫斯科普尔”、“特维尔普尔”等铭文标明铸币地，有的还带有骑兵、战士、动物、鸟类等图案，或者城市名或发行大公名等。

## 新疆

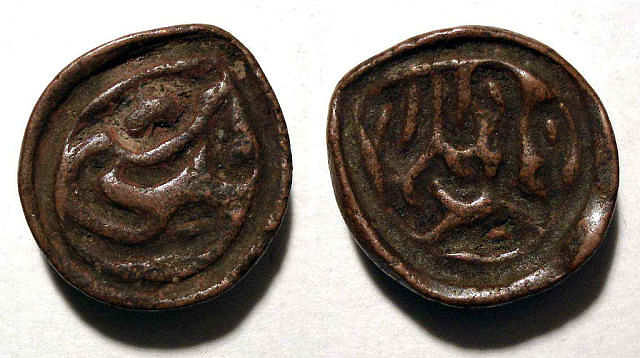
准噶尔铜普尔

准噶尔汗国兼并叶尔羌汗国后，由于天山南路西四城，也就是喀什噶尔、和田、叶尔羌、英吉沙四城的商品经济发达，参照原叶尔羌汗国钱币铸造发行准噶尔普尔钱。准噶尔普尔为红铜制造，钱文为准噶尔汗王的名字和打铸地的地名。重量从一钱四分到二钱四分均有，多在两钱左右。每五十枚折合一腾格，但各地也有稍作变化的。

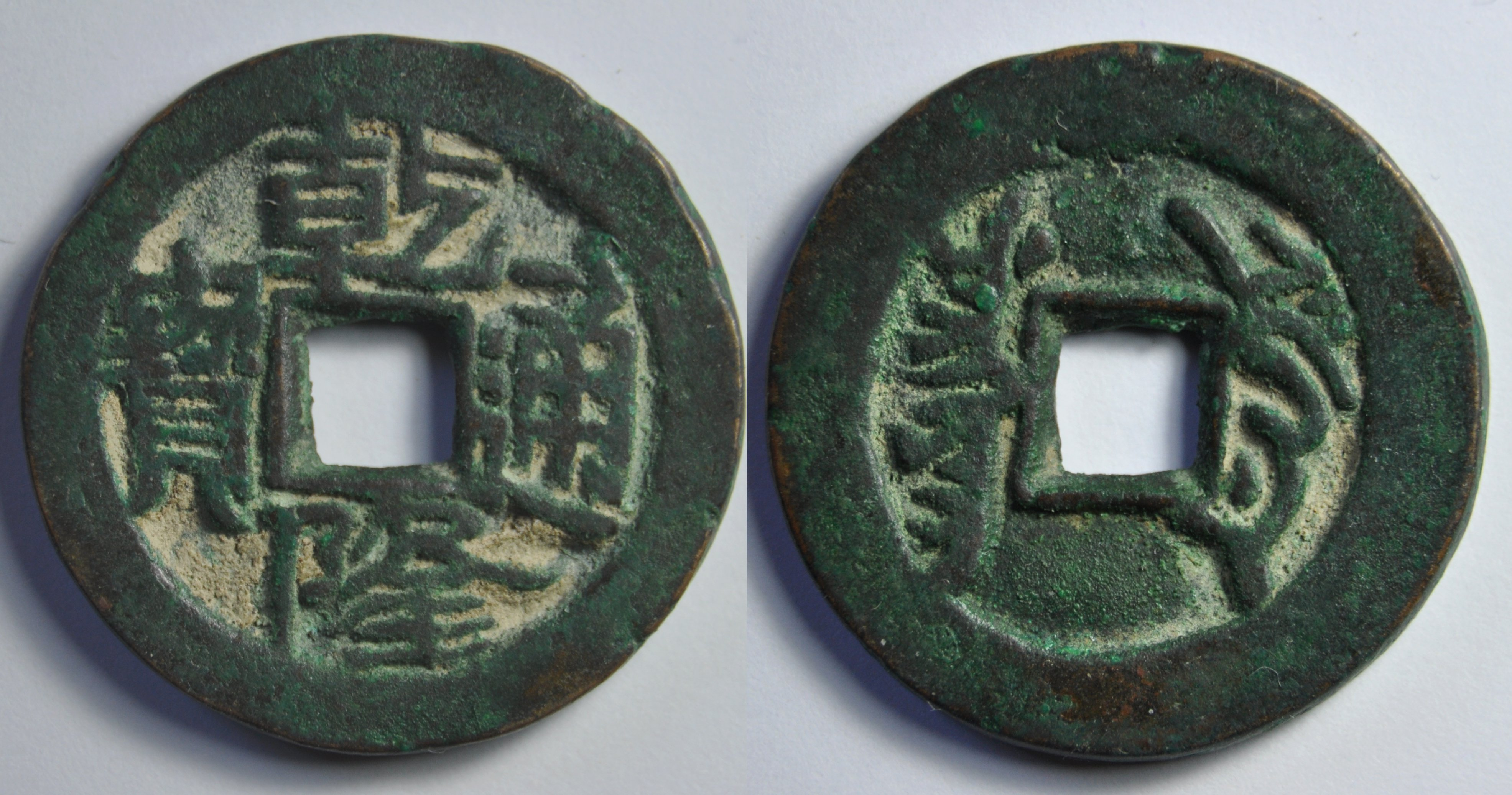
叶尔羌局乾隆通宝钱

清滅準噶爾之后，再南疆先后设立叶尔羌、阿克苏、乌什、库车和喀什噶尔铸钱局，铸造发行“乾隆通宝”等圆形方孔钱，相比北疆和内地各钱局铸造的铜钱，南疆各局铸行的钱币含铜量高，外观呈红色，被称为新疆红钱，也称新普尔。新疆红钱限在南疆使用，与普通制钱的比率为1:5。